# Nguyễn Linh Chi
Nguyễn Linh Chi (sinh ngày 31 tháng 7 năm 1990) là cầu thủ bóng chuyền Việt Nam. Cô hiện đang thi đấu cho câu lạc bộ bóng chuyền Thông tin Liên Việt Post Bank và Đội tuyển bóng chuyền nữ quốc gia Việt Nam từ năm 2014 đến nay. Với lối nhảy chuyền nhanh nhẹn và tinh quái Linh Chi đang là chuyền 2 số một của Đội tuyển Việt Nam.

## Thành tích

### Cá nhân
- 2015 VTV Binh Dien Cup - "Chuyền 2 xuất sắc nhất"
- 2015 VTV Cup - "Hoa khôi VTV Cup"
- 2014 - Chuyền 2 xuất sắc nhất Vòng 2 giải VĐQG
- 2015 - Chuyền 2 xuất sắc nhất Vòng 2 giải VĐQG
- 2016 - Chuyền 2 xuất sắc nhất Vòng 2 giải VĐQG
- 2017 - Chuyền 2 xuất sắc nhất Vòng 2 giải VĐQG
- 2018 - Chuyền 2 xuất sắc nhất Vòng 2 giải VĐQG
- 2020 - Chuyền 2 xuất sắc nhất Vòng 2 giải VĐQG

### Tập thể
Thông tin LienVietPostBank
- Vô địch Cúp Quân đội Mở Rộng: 2013,2014.
- Cup CLB nữ châu Á: hạng 4 2011, hạng 5 2013, hạng 6 2014.
- Vô Địch Cúp Hoa Lư - Ninh Bình: 2012, 2013, 2014.
- Vô địch Cúp VTV Bình Điền Long An: 2013, 2014.
- Vô địch Quốc gia: 2010, 2012, 2013,2014, 2015, 2019, 2020, 2021.

Đội tuyển bóng chuyền nữ quốc gia Việt Nam
- VTV Cup: vô địch 2014, 2018
- Sea game: Huy chương bạc 2015, huy chương đồng 2017.
- Hạng 5 Giải vô địch bóng chuyền nữ châu Á: 2015, 2017